# Демченко Єгор Васильович
Єго́р Васи́льович Де́мченко (нар. 25 липня 1997, Степногірськ, Запорізька область, Україна) — український футболіст, атакувальний півзахисник ФСК «Маріуполь».

## Життєпис

### Ранні роки
Вихованець ДЮСШ запорізького «Металурга», куди вступив у 6 років. З 2010 по 2014 рік провів 51 матч і забив 9 м'ячів в чемпіонаті ДЮФЛ.

### Клубна кар'єра
20 серпня 2014 дебютував за юніорську (U-19) команду «Металурга» у домашній грі проти одеського «Чорноморця». За молодіжну (U-21) команду дебютував 22 листопада того ж року в домашньому поєдинку проти київського «Динамо». 8 серпня 2015 дебютував в основному складі «Металурга» у виїзному матчі  Прем'єр-ліги проти ужгородської «Говерли», вийшовши на заміну замість Іллі Корнєва на 81-й хвилині зустрічі, в кінці якої заробив штрафний, з якого був забитий гол, який приніс в результаті команді одне очко. 8 грудня того ж року стало відомо, що Єгор разом з низкою інших гравців покинув «Металург» у зв'язку з процесом ліквідації клубу. Всього за час виступів у складі запорізької команди провів 6 матчів у чемпіонаті, 1 поєдинок у  Кубку України, 11 ігор (в яких забив 3 м'ячі) в молодіжній першості і 12 зустрічей (у яких забив 1 гол) в юнацькому турнірі.
23 січня 2016 року з'явилася інформація, що Демченко може продовжити кар'єру в луганській «Зорі», з якою, як стало відомо 25 січня, Єгор підписав контракт на 2 роки. Однак уже 12 лютого футболіст повідомив, що луганський клуб розірвав з ним угоду через незадовільні результати МРТ, які гравець зробив з приводу хворого коліна:
Мені не запропонували допомогу, не сказали самому лікуватися, а просто сказали, що контракт ще не затверджений, і що можу забирати документи. Хоча тренер каже, що хоче зі мною працювати. Такого раніше я не зустрічав. У «Зорю» я не повернуся вже ні за яких умов. Це взагалі цирк — підписати людину і потім через травму ось так попрощатися.

16 лютого 2016 року було повідомлено, що Демченко може перейти до криворізького «Гірника». Але в результаті 5 квітня гравець підписав контракт із чернівецькою «Буковиною», проте вже у літнє міжсезоння розірвав контракт.
У серпні 2016 року мав стати гравцем японського клубу «Джубіло Івата», але не зміг уразити тренерський штаб команди й після повернення в Україну відправився на перегляд до донецького «Олімпіку», з яким зрештою підписав контракт терміном на 4 роки, але вже взимку 2016/17 залишив команду за обопільною згодою.
У березні 2017 року Єгор став гравцем краматорського «Авангарду», контракт був розрахований до кінця сезону. Влітку 2017 року продовжив контракт ще на рік. Грав у команді до 2020 року.
У 2019 році на правах оренди з «Авангарду» перейшов до ковалівського «Колос», за який зіграв два матчі.
У серпні 2020 року став гравцем новоствореного ФК «Метал», який у червні наступного року було перейменовано на «Металіст».

## Досягнення
- Переможець Другої ліги України: 2020/21

## Статистика
Станом на 26 травня 2019 року
| Клуб           | Ліга         | Сезон   | Чемпіонат | Чемпіонат | Кубок | Кубок | Дубль | Дубль |
| Клуб           | Ліга         | Сезон   | Ігри      | Голи      | Ігри  | Голи  | Ігри  | Голи  |
| -------------- | ------------ | ------- | --------- | --------- | ----- | ----- | ----- | ----- |
| «Металург» (З) | Прем'єр-ліга | 2014/15 |           |           |       |       | 8     | 2     |
| «Металург» (З) | Прем'єр-ліга | 2015/16 | 6         | 0         | 1     | 0     | 3     | 1     |
| «Буковина»     | Друга ліга   | 2015/16 | 8         | 1         |       |       |       |       |
| «Олімпік»      | Прем'єр-ліга | 2016/17 |           |           |       |       | 1     | 0     |
| «Авангард» (К) | Перша ліга   | 2016/17 | 9         | 2         |       |       |       |       |
| «Авангард» (К) | Перша ліга   | 2017/18 | 30        | 5         | 1     | 0     |       |       |
| «Авангард» (К) | Перша ліга   | 2018/19 | 26        | 11        | 1     | 0     |       |       |